# Jorge Moreau
Edgardo Jorge Moreau (Buenos Aires, 1º febbraio 1908 – 8 dicembre 1959) è stato un nuotatore e pallanuotista argentino.
Ha partecipato, come nuotatore ai Giochi di Parigi 1924, gareggiando nella Staffetta 4×200m sl, mentre come pallanuotista, ai Giochi di Amsterdam 1928.